# درگیری‌های مارس ۲۰۲۵ غرب سوریه
درگیری‌های مارس ۲۰۲۵ غرب سوریه، مرحله‌ای از درگیری‌های غرب سوریه است که پس از سقوط رژیم اسد و فروکش کردن جنگ داخلی سوریه رخ داد. در ۶ مارس، یک حمله بزرگ و هماهنگ توسط شورشیان وفادار اسد، در شهر جبله در نزدیکی شهر لاذقیه صورت گرفت. نیروهای مسلح سوریه عملیاتی ضد شورش را آغاز کردند که در ۱۰ مارس به پایان رسید.
این حملات که توسط گروه‌های شبه‌نظامی اسدیست وفادار به فرماندهان نظامی بعثی، سهیل الحسن، غیاث دلا و مقداد فتيحه، انجام شد، ساختمان‌های دولتی، ایست‌های بازرسی، بیمارستان‌ها و مراکز درمانی را هدف قرار داد.
در ۶ مارس، شورشیان اسدیست برای مدت کوتاهی کنترل حومه جبله، بانیاس و روستاهای اطراف قرداحه، زادگاه خانواده اسد، را به دست گرفتند. نزدیک به ۴۰۰ نیروی امنیتی سوریه و ده‌ها غیرنظامی در حملات گروه‌های شورشی طرفدار اسد در سراسر غرب سوریه کشته شدند.

## گاه‌شمار

### ۶ مارس
استاندار استان لاذقیه در سوریه گفته است که سهیل الحسن و گروه تازه تأسیس شورای نظامی برای آزادی سوریه این حمله را در شهر انجام دادند؛ که منجر به درگیری بین گروه‌های حامی بشار اسد و دولت انتقالی شد. بالگردهای نیروی هوایی سوریه در پاسخ به این حمله به روستای بیت عانا حمله کردند. درگیری در این روستا منجر به کشته شدن یک نیروی امنیتی و زخمی شدن دو تن شد. در پی این حملات، گروه‌های علوی، خواستار تظاهرات مسالمت‌آمیز شدند.
دیدبان حقوق بشر سوریه گزارش داد که نیروهای امنیتی سوریه ۵۲ مرد علوی را در بخش‌هایی از حومه لاذقیه اعدام کردند.

### ۷ مارس
گرچه دولت انتقالی سوریه موفق به بازپس‌گیری مناطق خاصی از جمله دانشکده نیروی دریایی جبله شد، اما خود شهر همچنان با حضور قابل توجهی از بعثی‌ها باقی ماند که به حملات خود علیه دولت ادامه داد.
مقاومت مردمی سوریه اعلام کرد که کنترل چندین روستا در جبل العلویین را به دست گرفته و دامنه عملیات خود را به مصیاف در حومه حماه گسترش داده است.

### ۸ مارس
شبکه حقوق بشر سوریه (SNHR) گزارش داد که بین ۶ تا ۸ مارس ۱۶۴ غیرنظامی توسط شبه نظامیان مسلح حامی دولت سوریه کشته شدند. گروه‌های وفادار به اسد ۲۶ غیرنظامی و ۱۲۱ نیروی پلیس اداره امنیت عمومی سوریه را کشتند.